# Sushupti
Suṣupti (devanāgarī : सुषुप्ति) est un terme sanskrit qui signifie « sommeil profond ». Dans la philosophie indienne, suṣupti désigne l'« état de sommeil profond » ou la « conscience à l'état de sommeil ». Suṣupti correspond au troisième quart (dimension ou partie) de la conscience associé à prājña dans la Māṇḍūkyopaniṣad.